# Опорно-Опытный Пункт
Опо́рно-О́пытный Пункт — деревня в Приморском районе Архангельской области. Входит в состав Заостровского сельского поселения.

## География
Деревня расположена в дельте Северной Двины, на правом берегу водотока Цигломинка, на расстоянии 6 км от города Архангельск, административного центра области.

## Население
| 2002 | 2010 | 2012 |
| ---- | ---- | ---- |
| 16   | ↘10  | ↗30  |